# 3031 Х'юстон
3031 Х'юстон (3031 Houston) — астероїд головного поясу, відкритий 8 лютого 1984 року.
Тіссеранів параметр щодо Юпітера — 3,628.